# Robert de Vermandois
Robert de Vermandois, nascut entre 931 i 934, mort el 966 o 967, va ser comte de Meaux de 946 a 966 i comte consort de Troyes de 956 a 966. Era fill d'Heribert II de Vermandois, comte de Vermandois, i d'Adela de França.
Citat des de 940, va obtenir el comtat de Meaux en el moment del repartiment de les terres del seu pare, el 946, és a dir tres anys després de la mort d'Heribert. Pel matrimoni amb Adelaida de Chalon, celebrat vers 950, va rebre el comtat de Troyes (la unió d'aquestos dos comtats està a l'origen del comtat de Xampanya) a la mort de Luitgarda de Chalon, la germana d'Adelaida que havia mort el 960 sense fills. Des del 956 va combatre contra el vescomte de Chalon, Lambert, que s'havia proclamat comte i ocupava Beaune i altres drets de la germana de la seva esposa, amb el suport primer d'Hug el Gran i després del fill Hug Capet. El 959 es va apoderar de la ciutat de Dijon i en va expulsar al bisbe, però fou atacat el 960 pels reis Lotari I de França i Otó I d'Alemanya i es va haver de sotmetre. Llavors la seva dona va heretar Troyes i va governar el comtat junt amb el de Meaux; a la mort de la seva dona Adelaida, en va mantenir el control en nom del seu fill Heribert III de Meaux i I de Troyes. Incapaç de vèncer a Lambert, que usurpada Chalon, Beaune i altres honors, hauria concertat el matrimoni de la seva filla Adela amb Lambert que hauria tingut lloc un o dos anys després de la seva mort.

## Matrimoni i fills
S'havia casat a l'entorn de 950 amb Adelaida de Chalon, filla de Gilbert, comte principal dels borgonyons, i comte de Châlon, de Beaune, d'Autun, de Troyes i de Dijon, i d'Ermengarda. D'aquest matrimoni van néixer:
- Heribert I de Troyes i III de Meaux (vers 950 † 995 o 996), comte de Meaux, de Troyes i d'Omois
- Adela (vers 950 † 974), casada vers 968 amb Lambert de Chalon i vers 980 amb Jofré I Grisegonelle († 987), comte d'Anjou
- Adelàsia de Troyes, casada vers 970 amb Carles de Baixa Lotaríngia[2]
- Arquimbald (+ 29 d'agost del 968, arquebisbe de Sens el 959[3]